# Alan Morton
Pour les articles homonymes, voir Morton.
Alan Lauder Morton est un footballeur international écossais, né le 24 avril 1893, à Jordanhill, Glasgow en Écosse et mort le 12 décembre 1971 . Il joue au poste d'ailier et est surnommé le Wee Blue Devil. Il fait partie des Wembley Wizards qui battent l'Angleterre 5-1 à Wembley en 1928. Il fait partie du Rangers FC Hall of Fame et du Scottish Football Hall of Fame, depuis 2005, lors de la deuxième session d'intronisation.

## Biographie

### Carrière en club
Il est décédé le 12 décembre 1971 , quelques jours avant un autre joueur emblématique des Rangers, Torry Gillick.

### Carrière internationale
Alan Morton reçoit 31 sélections et inscrit 5 buts en faveur de l'équipe d'Écosse. Il est l'un des deux joueurs à avoir le plus affronté l'Angleterre, avec 11 sélections, à égalité avec Bobby Walker.

## Palmarès
- Champion d'Écosse en 1921, 1923, 1924, 1925, 1927, 1928, 1929, 1930 avec les Rangers FC
- Vainqueur de la Coupe d'Écosse en 1928 et 1930 avec les Rangers FC
- Finaliste de la Coupe d'Écosse en 1921, 1922 et 1929 avec les Rangers FC